# Montivipera raddei
Montivipera raddei är en ormart som beskrevs av Oskar Boettger 1890. Montivipera raddei ingår i släktet Montivipera och familjen huggormar. IUCN kategoriserar arten globalt som nära hotad.
Denna orm förekommer söder om Kaukasus i östra Turkiet, Armenien, Azerbajdzjan, Iran och Irak. Den vistas i bergstrakter mellan 1000 och 2000 meter över havet. Habitatet utgörs av klippiga buskskogar samt av öppna skogar.
Montivipera raddei blir vanligen 0,7 till 1,0 meter lång. Den har oftast en grå eller brunaktig grundfärg med mönster på ryggens topp. Mönstret är orange eller ljusare brun och består av antingen sicksacklinjer, kortare streck eller fläckar. På varje sida förekommer ofta en rad av mörka fläckar.
Arten jagar ödlor, gnagare och större insekter som gräshoppor. Under vintern bildar flera exemplar en grupp. Honan föder under den varma årstiden levande ungar (vivipari) efter 140 till 160 dagar dräktighet. Antalet ungar är 3 till 9.
I sällsynta fall biter ormen när den känner sig hotad. Fram till 2008 var bara ett fall med allvarlig utgång för människan känt.

## Underarter
Arten delas in i följande underarter:
- M. r. raddei
- M. r. kurdistanica

## Bildgalleri

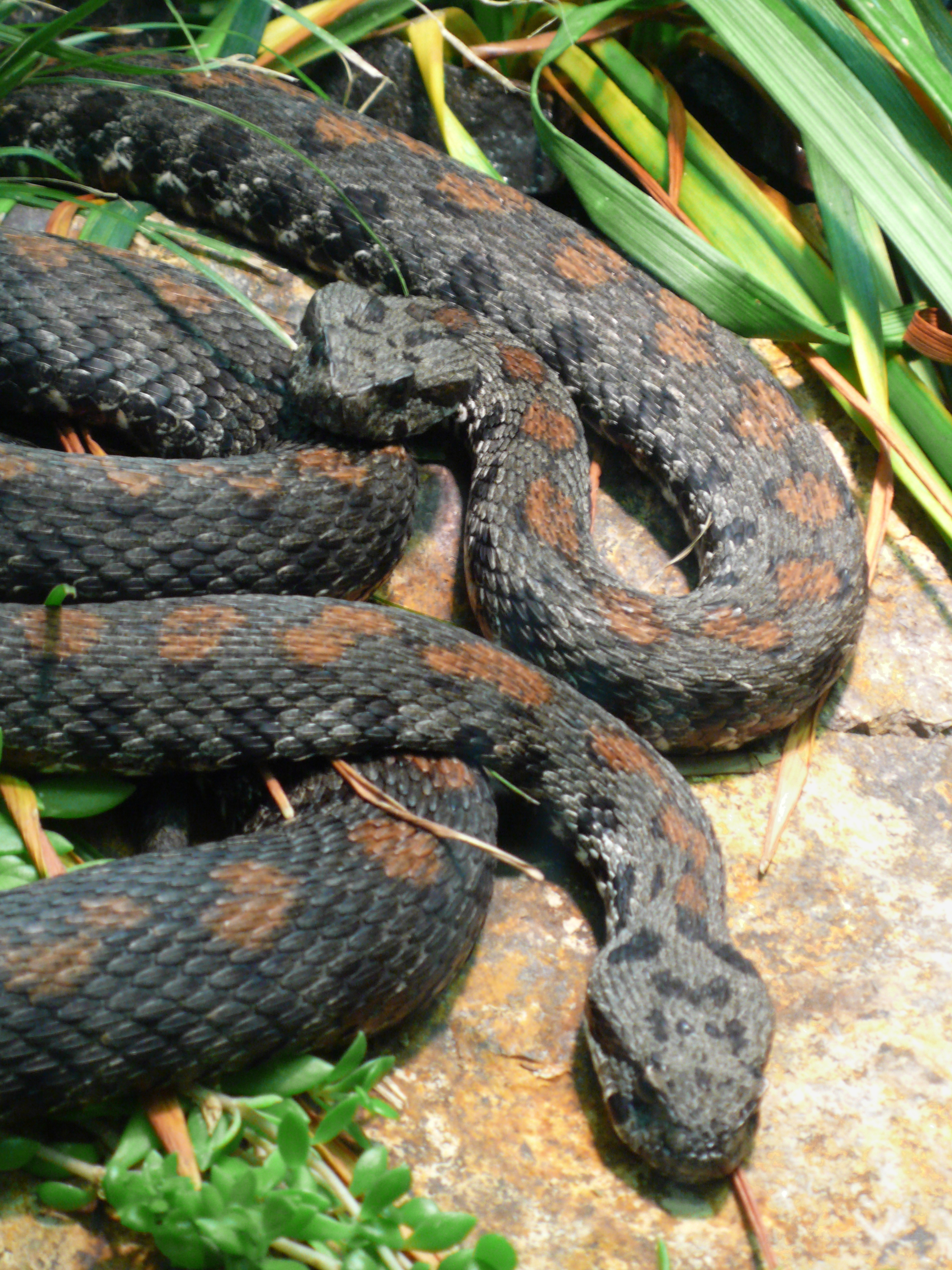
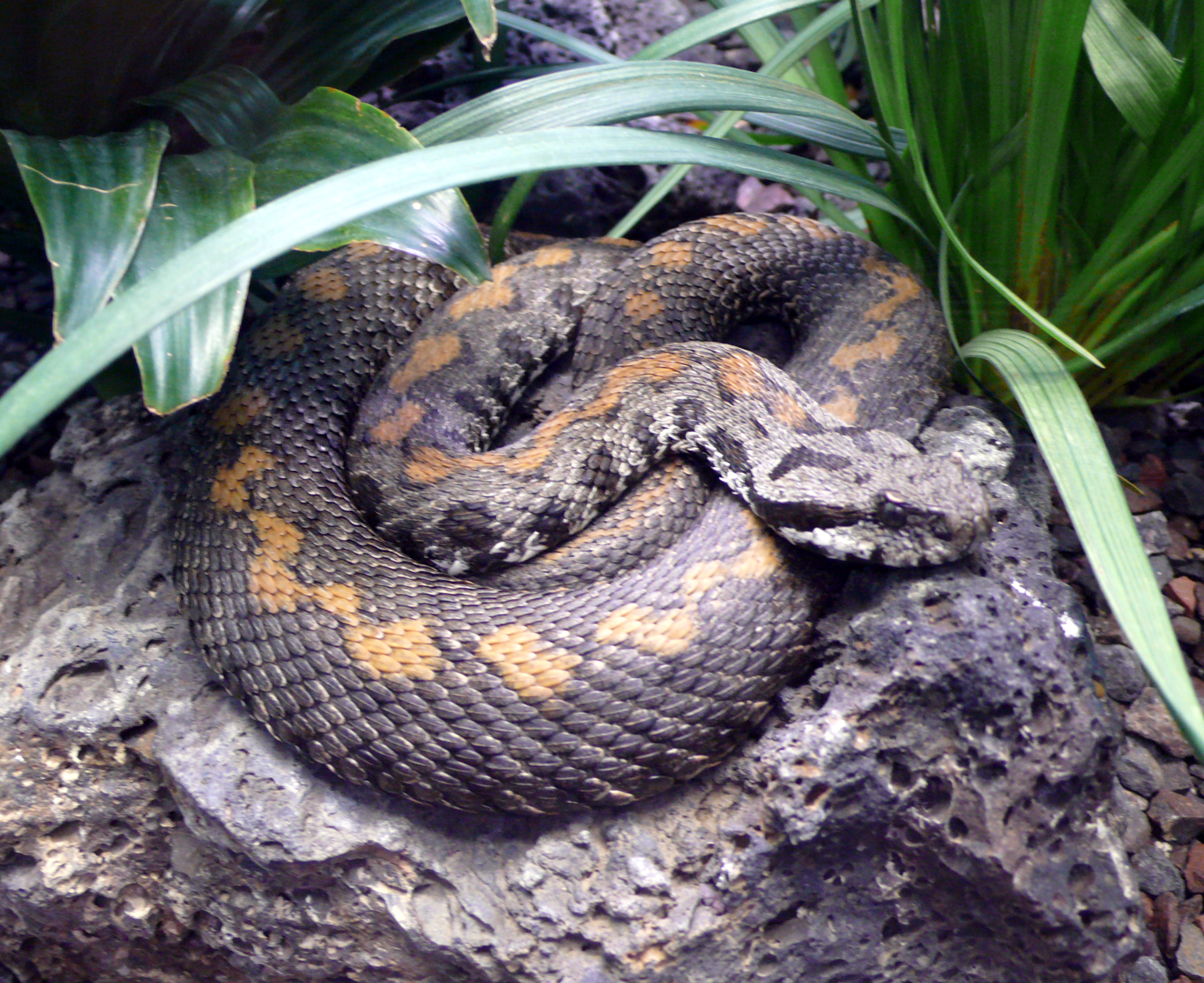
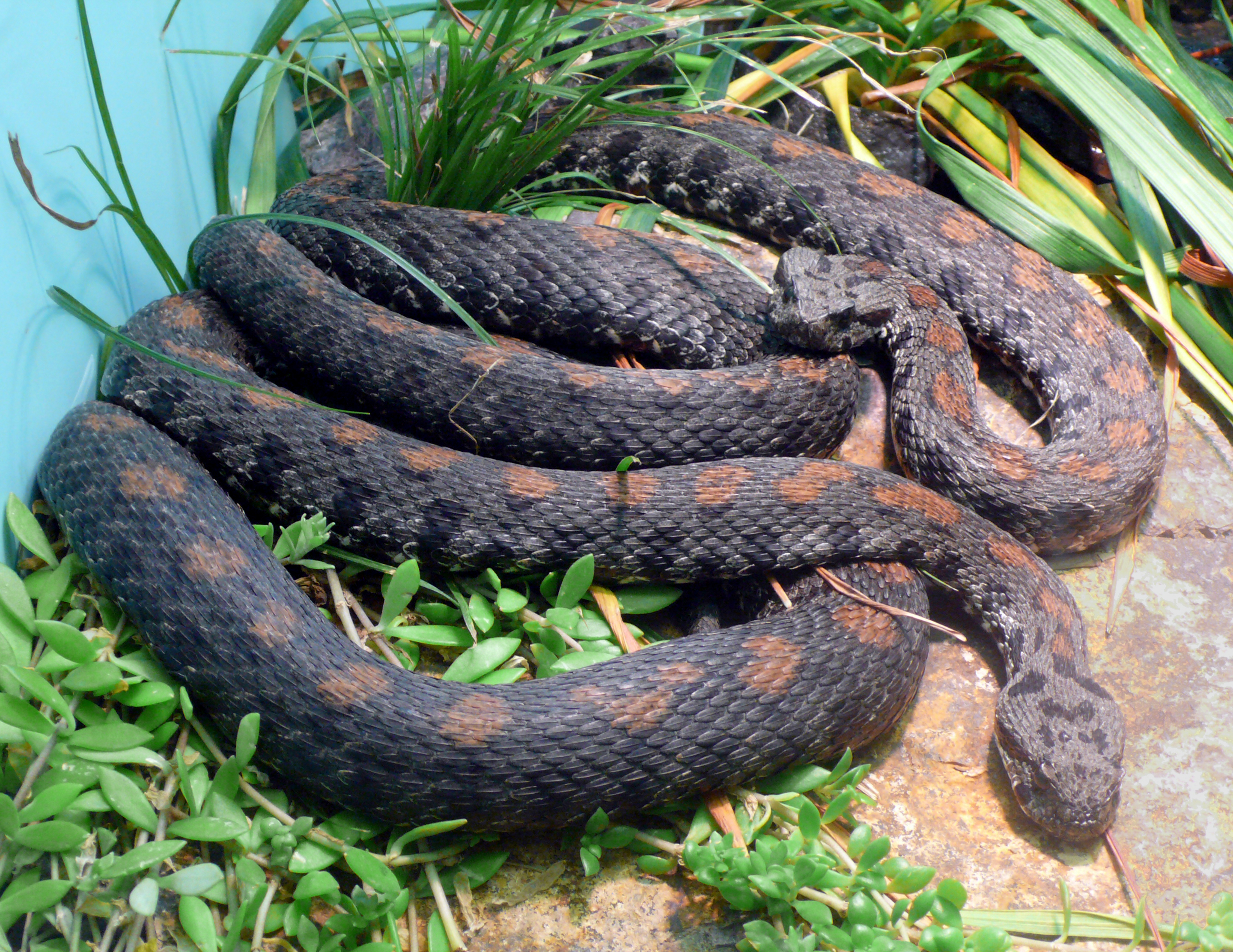